# جا رول
جا رول (بالإنجليزية: Ja Rule) الاسم الحقيقي هو جيفري اتكنز Jeffery Atkins ولد في 29 فبراير 1976 في كوينز في نيو يورك، الولايات المتحدة الأمريكية، أحد مغني الراب وأدى دور البطولة في بعض الأفلام.

## حياته
بدأ جارول حياته الفنية بالتمثيل، ولاحقا عام 1998 تعرف على بعض منتجي الراب مثل موردر انك Murder Ink الذين ينتجون لدي إم إكس وجاي زي وبعض الفنانين الكبار، فأنتج أول اسطواناته الناجحة عام 1999، وأشتهر جارول بعدائه لإيمينيم ودي 12 و50 سنت أيضا.

## ألبوماته
- 1999: Venni Vetti Vecci
- 2000: Rule 3:36
- 2001: Pain Is Love
- 2002: Last Temptation
- 2003: Blood in My Eye
- 2004: R.U.L.E.
- 2005: Exodus Greatest Hits

## أفلامه
- Turn It Up
- The Fast and The Furious
- Crime Partners 2000
- Half Past Dead
- Scary Movie 3
- Shall We Dance
- The Cookout
- Back In The Day
- Assault on Precinct 13
- Inked

## روابط
- الموقع الرسمي لجارول

## روابط خارجية
- جا رول على موقع IMDb (الإنجليزية)
- جا رول على موقع روتن توميتوز (الإنجليزية)
- جا رول على موقع ألو سيني (الفرنسية)
- جا رول على موقع ألو سيني (الفرنسية)
- جا رول على موقع ميوزك برينز (الإنجليزية)
- جا رول على موقع رولينغ ستون (الإنجليزية)
- جا رول على موقع أول موفي (الإنجليزية)
- جا رول على موقع قاعدة بيانات الأفلام السويدية (السويدية)
- جا رول على موقع إن إن دي بي (الإنجليزية)
- جا رول على موقع أول ميوزيك (الإنجليزية)
- جا رول على موقع أول ميوزيك (الإنجليزية)